# Dajr as-Salib
Dajr as-Salib (arab. دير الصليب) – miejscowość w Syrii, w muhafazie Hama. W 2004 roku liczyła 2946 mieszkańców.